# (34138) Frasso Sabino
(34138) Frasso Sabino – planetoida z pasa głównego asteroid okrążająca Słońce w ciągu 4 lat i 71 dni w średniej odległości 2,6 j.a. Została odkryta 25 sierpnia 2000 roku w Frasso Sabino Observatory. Nazwa planetoidy pochodzi od obserwatorium, w którym została odkryta. Przed jej nadaniem plantoida nosiła oznaczenie tymczasowe (34138) 2000 QE9.